# Parnaguá
Parnaguá est une municipalité brésilienne située dans l'État du Piauí.